# Dagisthaeus (Geisel)
Dagisthaeus (auch Dagistheus, Dagisthaios) war ein Ostgote im 5. Jahrhundert.
Bei Dagisthaeus, Dagistheus und Dagisthaios handelt es sich um die lateinische bzw. altgriechische Version eines eigentlich gotischen Namens, der wohl *Dagis-þius lautete.
Dagisthaeus war vermutlich ein hoher Adliger im auf der Balkanhalbinsel operierenden Gotenverband Theoderichs des Großen. In den Jahren 478/479 war Theoderich in kriegerische Auseinandersetzungen mit einem anderen Gotenführer namens Theoderich Strabo und dem Oströmischen Reich unter Kaiser Zenon verwickelt. 479 sandte Zenon seinen Präfekten Adamantios nach Epirus, um mit Theoderich (dem Großen) über dessen Rückkehr in römische Dienste zu verhandeln. Es schien eine Einigung zwischen Theoderich und Adamantios zustande zu kommen, die Theoderich besiegeln wollte, indem er Dagisthaeus und einen ostgotischen General namens Soas als Geiseln an Adamantios schickte. Letztlich lehnte Zenon die Einigung jedoch ab.
Dagisthaeus könnte der Dagisthaeus sein, nach dem einige von Johannes Malalas und Theophanes erwähnte berühmte Bäder in Konstantinopel benannt wurden. Möglicherweise war er ein Vorfahre des im 6. Jahrhundert operierenden römischen Generals Dagisthaeus.